# Brunstorpsnäs
Brunstorpsnäs is een plaats in de gemeente Göteborg in het landschap Bohuslän en de provincie Västra Götalands län in Zweden. De plaats heeft 100 inwoners (2005) en een oppervlakte van 17 hectare. De plaats ligt op het eiland Hisingen en grenst direct aan de rivier de Nordre Älv, een zijrivier van de Göta älv. De plaats wordt omringd door zowel landbouwgrond als bos en de stad Göteborg ligt ongeveer tien kilometer ten zuiden van de plaats.